# Schloss Châteaudun

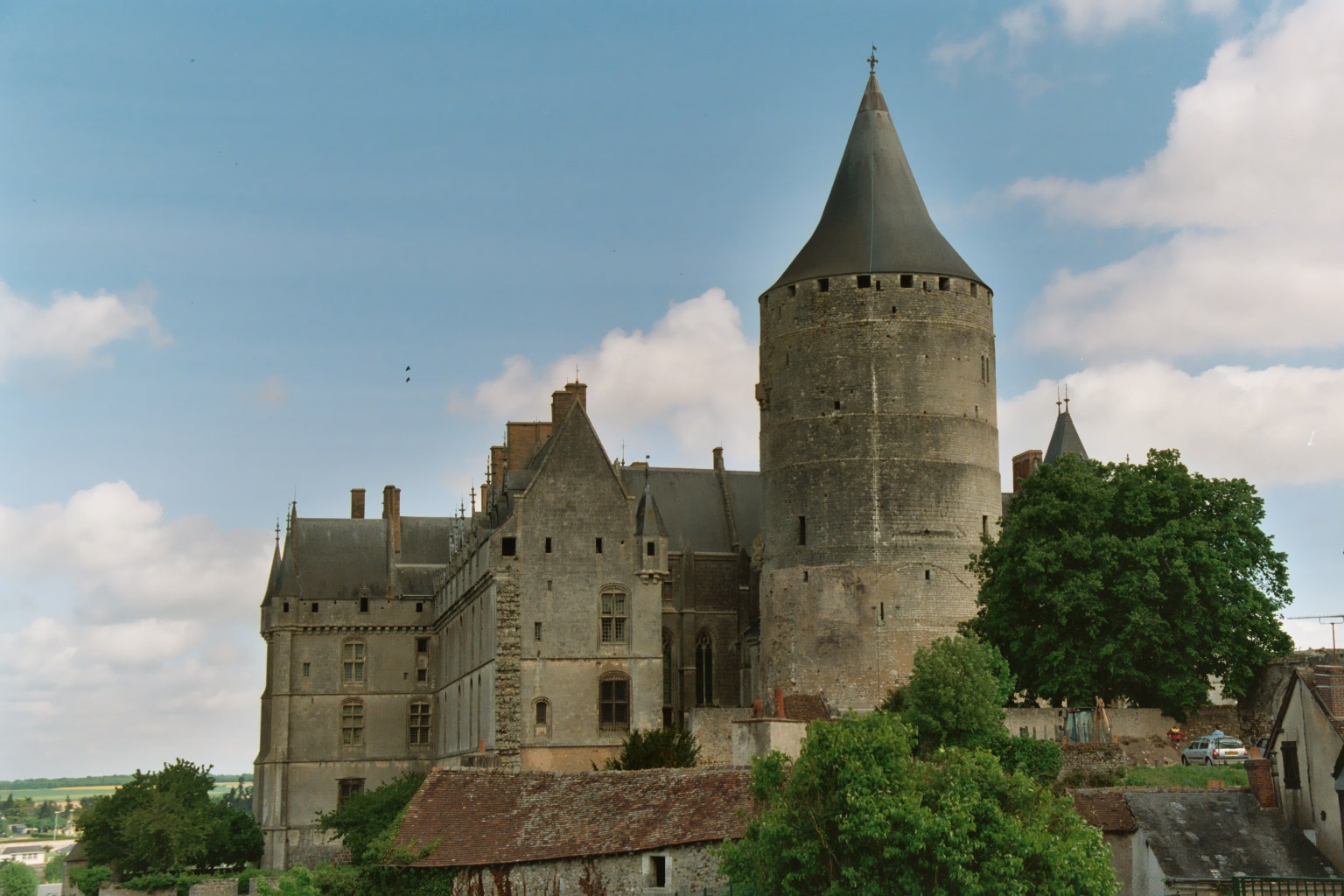
Schloss Châteaudun

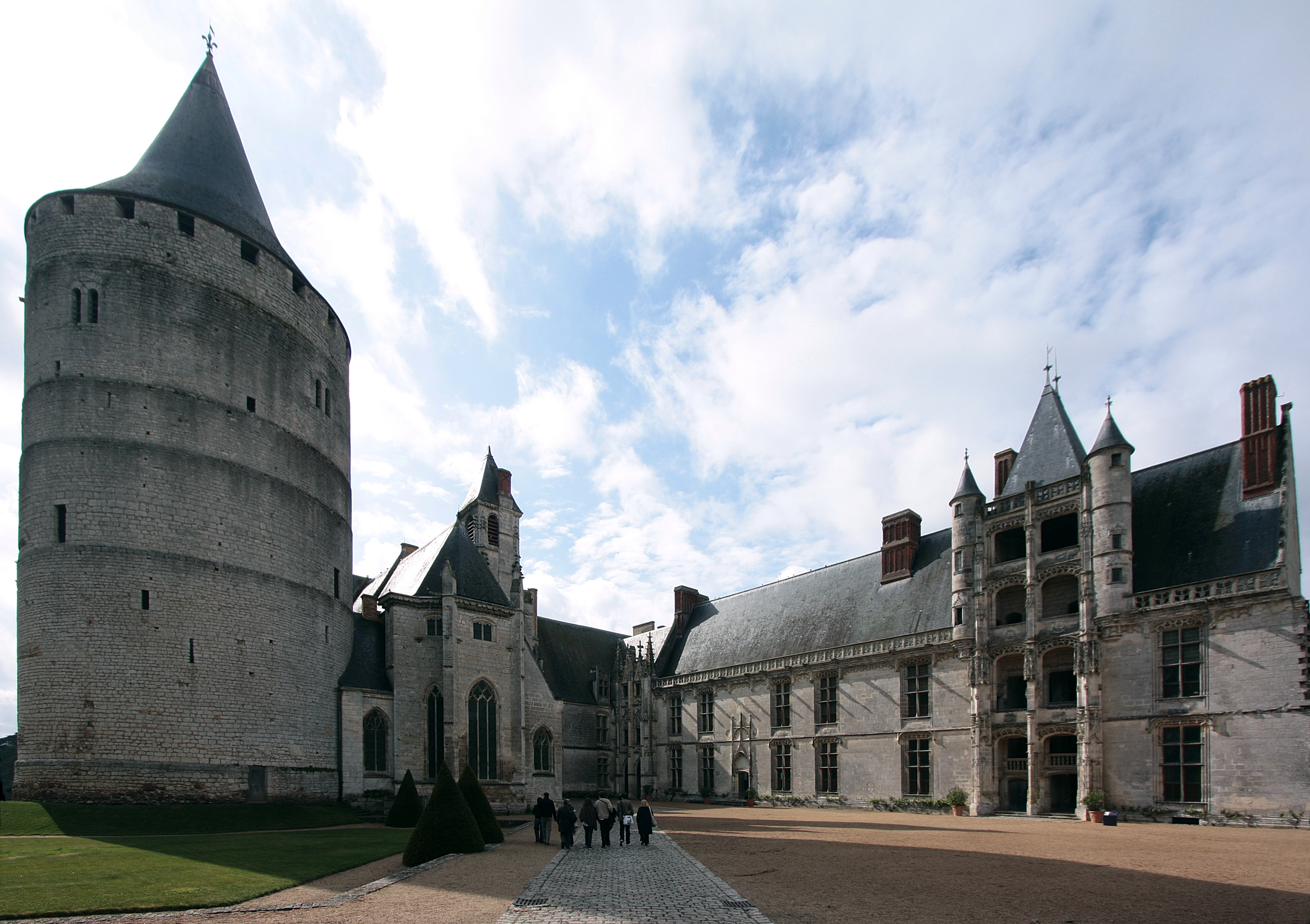
Bergfried, Kapelle und Ehrenhof mit dem Longueville-Flügel zur Rechten

Das Schloss Châteaudun liegt in der französischen Gemeinde Châteaudun im Département Eure-et-Loir in der Region Centre-Val de Loire. Zusammen mit dem Schloss Montsoreau (1453) und dem Palais Jacques Cœur (1451) ist Châteaudun eines der frühesten Beispiele für Renaissance-Architektur in Frankreich.
Das Bauwerk wurde in strategisch günstiger Position auf einem Felsen über dem Tal des Loir errichtet.

## Historie
Die erste Erwähnung in den Geschichtsbüchern betrifft eine Festung, die von Thibaud le Tricheur Anfang des 10. Jahrhunderts nach der Zerstörung durch die Normannen wieder aufgebaut wurde. Von da an gehörte Châteaudun vier Jahrhunderte lang den mächtigen Grafen von Blois. 
1391 kauft Ludwig von Orléans, Bruder Karls VI., von Guy II. de Chatillon die Grafschaften Blois und Dunois und vergrößerte auf diese Weise sein Herzogtum Orléanais. Nach seiner Ermordung durch seinen Onkel Johann ohne Furcht, Herzog von Burgund, gingen Blois, Orléans und Châteaudun auf seinen Sohn, Charles d’Orléans, über. Dieser fiel am 25. Oktober 1415 in der Schlacht von Azincourt in die Hände der Engländer und musste 25 Jahre lang auf seine Freilassung warten, bis die Lösegeldforderungen erfüllt waren. 1439, während die letzten Transaktionen vor dem Ende seiner Gefangenschaft, schenkte Charles seinem Halbbruder Jean d’Orléans die Grafschaft Dunois und belohnt ihn so für die Jahrzehntelange Unterstützung im Kampf gegen Burgunder und Engländer. 
Jean d’Orléans war der uneheliche Sohn des Herzogs Louis I. d’Orléans und somit Neffe König Karls VI. Das von ihm 1451 in seiner Hauptstadt Châteaudun begonnene Schloss sollte seiner noblen Herkunft angemessen sein. 1465, als die von ihm begonnenen Bauten fast fertig waren, wurde er doch noch legitimiert. Nach seinem Tode im Jahr 1468 ging das Schloss in den Besitz des Zweiges der Longueville des Hauses Valois über; diese Familie bewohnte das Schloss bis 1694.

## Architektur
Wie das Schloss Montsoreau präsentiert sich das Schloss Châteaudun dem Besucher als Synthese aus Gotik und Renaissance, komfortabel und hell. Aus dem 12. Jahrhundert ist der Theobald V. zugeschriebene Donjon erhalten geblieben; er hat einen Durchmesser von 17 m und ist 31 m hoch. Er beherbergt zwei Etagen mit innen untergebrachten Wehrgängen. Dem zinnenbewehrten oberen Teil des Turmes wurde später eine geschwungene Dachkonstruktion aufgesetzt. Der Eingang befand sich 10 m über dem Erdboden und führte zu einem Saal im Obergeschoss; in das Untergeschoss gelangte man durch eine Öffnung in dessen Gewölbe. 

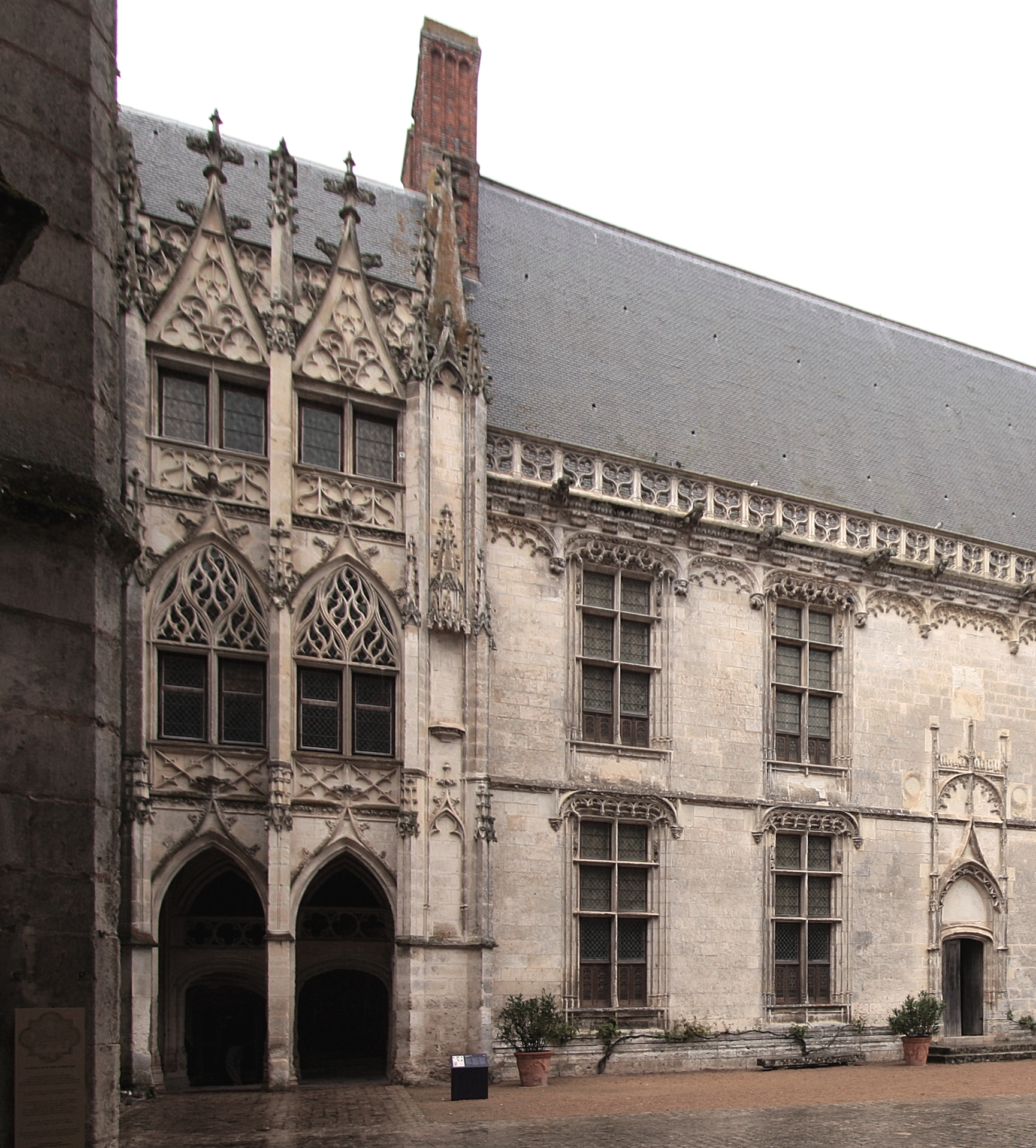
Gotische Treppe am Ende des Dunois-Flügels mit anschließendem Longueville-Flügel der Renaissancezeit

An den Donjon schließt sich die wieder aufgebaute Kapelle aus den Jahren 1451 bis 1493 an. Das Gebäude umfasst zwei übereinanderliegende Kapellen für Herrschaft und Bedienstete sowie einen eckigen Turm. Die untere Kapelle besteht aus einem durch große Fenster mit kleinen Säulen durchbrochenen Chor und einem Schiff mit Rippengewölbe mit drei Laibungen. Das Maßwerk ihrer Fenster zeigt den Flamboyantstil. Bis zur Revolution bewahrte man in der Sainte-Chapelle eine Passionsreliquie auf: ein Stück vom Heiligen Kreuz, das Dunois im Jahr 1456 vom König geschenkt wurde. Von der ehemals reichen Dekoration sind nur noch etwa 15 Statuen aus den Ateliers de la Loire des 15. Jahrhunderts erhalten. Dargestellt sind Heilige, die von der Familie Dunois besonders verehrt wurden. Eine Wandmalerei von 1468 zeigt das Jüngste Gericht.
Der auf die Loir blickende Dunois-Flügel wurde in den Jahren 1459 bis 1469 errichtet. Er besitzt drei Stockwerke und zwei Kellergeschosse. Der nördliche Wohntrakt im Erdgeschoss besteht aus mehreren Räumen, von denen einer mit seiner aus Lilien und gekrönten Buchstaben L bestehenden Dekoration an die Aufenthalte Ludwigs XIV. im Schloss in den Jahren 1682 und 1685 erinnert. Eine große Wendeltreppe schließt den Flügel ab; sie ist ein Meilenstein in der Entwicklung der Treppenarchitektur und ähnelt der unter Karl V. gebauten Treppe im Louvre.
Der letzte Teil des Gebäudekomplexes entstand nach dem Tode von Dunois. Sein Sohn, Francois de Longueville, beendet den Westflügel und setzte den Bau des Nordflügels fort, den sein Nachfolger, Francois II. de Longueville, schließlich fertigstellte. Das reiche Schmuckwerk seiner Fassade zeigt erste Einflüsse der aufkommenden Renaissance. Die große Renaissance-Treppe weist innen an den Türstürzen in den einzelnen Stockwerken, den Kapitellen und den figürlichen Konsolen eine italianisierende Dekoration auf und ist in mancher Hinsicht ein Vorbote der Treppe Franz I. des Schlosses von Blois. Der große untere Saal hat zwei Kamine; über einem thront ein ruhender Hirsch.